# کشتی نیروی دریایی

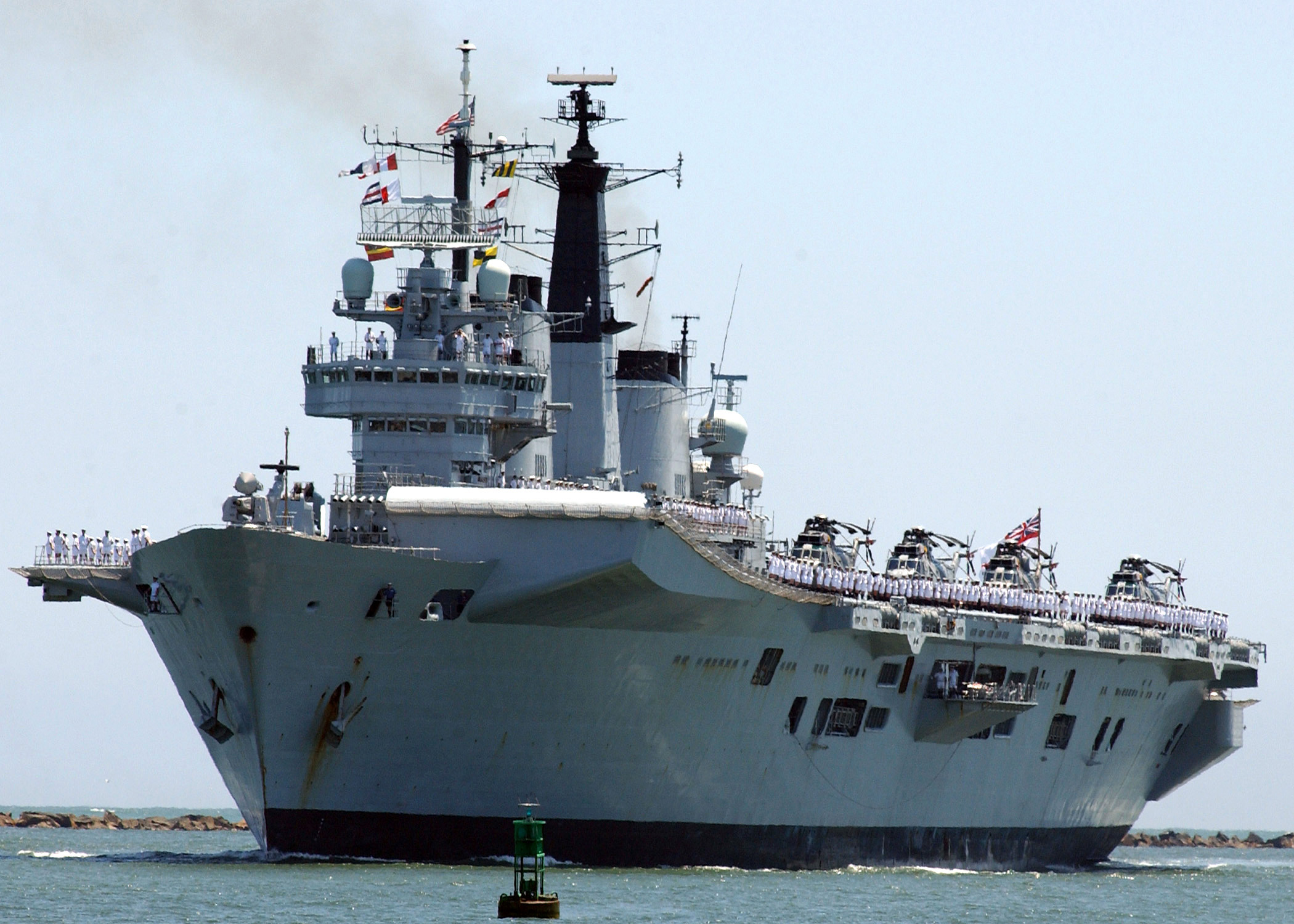
ناو هواپیمابر اچ‌ام‌اس اینویسیبل (آر۰۵) متعلق به نیروی دریایی پادشاهی بریتانیا

کشتی نیروی دریایی (به انگلیسی: Naval ship) کشتی (بسته به رده‌بندی، گاهی قایق) نظامی است که توسط نیروی دریایی یک کشور استفاده می‌شود. تفاوت کشتی نیروی دریایی با کشتی غیرنظامی در شکل ساخت و هدف بهره‌برداری از آن است. در کل، کشتی‌های نیروی دریایی در مقابل آسیب، مقاوم بوده و با جنگ‌افزار، مسلح شده‌اند. هرچند که در هنگام جابجایی نیروهای نظامی، مقدار جنگ‌افزار موجود در کشتی، یا کمتر است یا وجود ندارد.
به کشتی‌های نیروی دریایی که مستقیماً برای جنگ دریایی طراحی شده‌اند کشتی جنگی می‌گویند که مفهومی مقابل کشتی کمکی (یا پشتیبانی) یا کارخانه کشتی‌سازی دارد.

## دسته‌بندی کشتی‌های نیروی دریایی

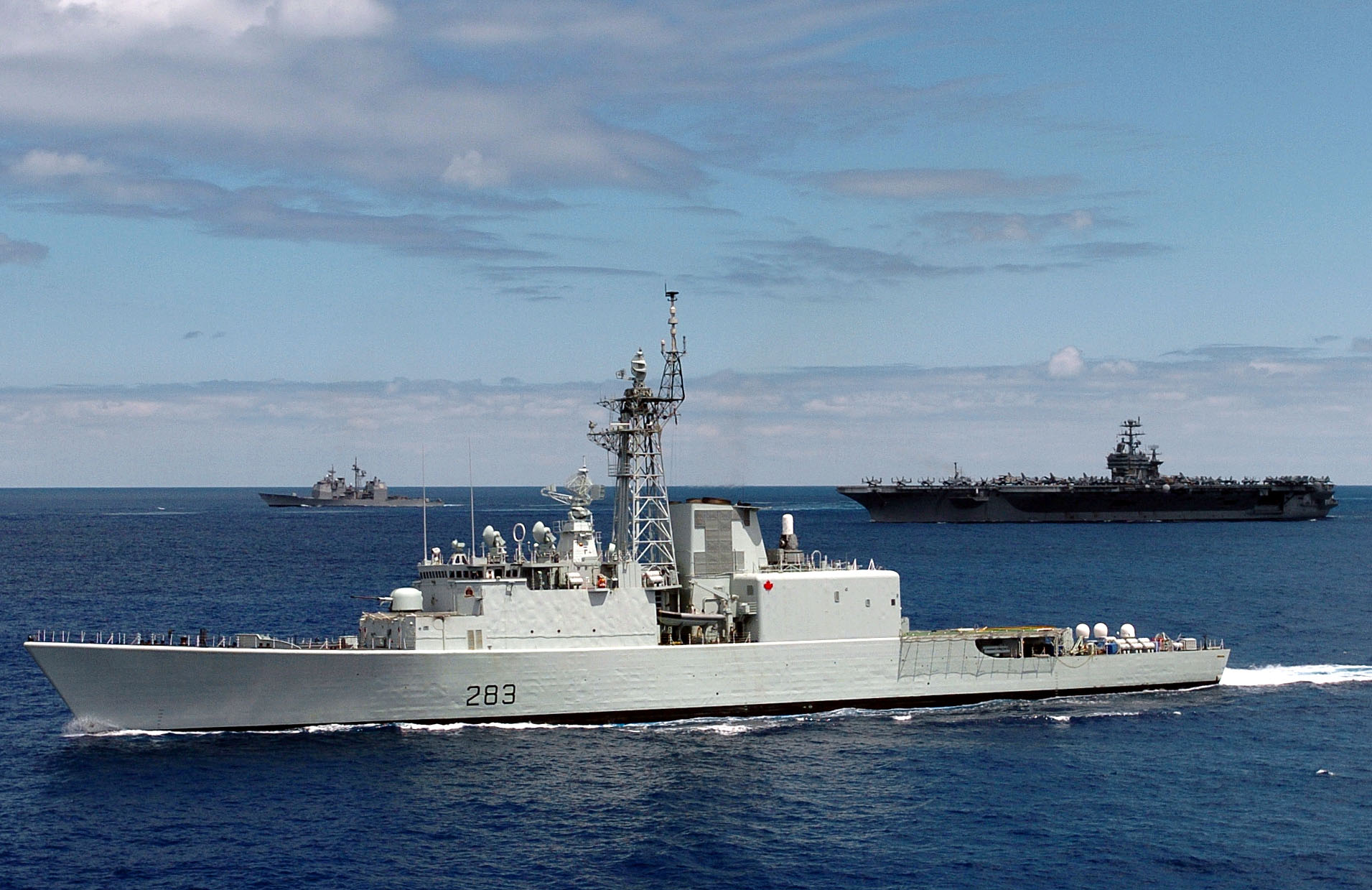
ناوشکن اچ‌ام‌سی‌اس آلگونکین (دی‌دی‌جی ۲۸۳) متعلق به نیروی دریایی سلطنتی کانادا

دسته‌بندی کشتی‌های نیروی دریایی در گذر زمان تغییرات بسیاری داشته است و در عرصه جهانی توافق زیادی در مورد آن وجود ندارد؛ بنابراین این مقاله از دسته‌بندی مورد استفاده در نیروی دریایی ایالات متحده آمریکا استفاده می‌کند.
- ناو هواپیمابر: کشتی است که به عنوان پروازگاه دریایی استفاده می‌شود. این کشتی با هدف انجام عملیات رزمی توسط هواگرد ناونشین برای حمله به اهداف هوایی، زمینی، زیرزمینی و ساحلی طراحی شده است.
- شناور جنگی: به کشتی‌های بزرگ و به‌شدت مسلحی گفته می‌شود که با هدف مقابله با دشمن در دریاهای آزاد طراحی شده‌اند. این شناورها به انواع گوناگونی از جمله نبردناو، رزم‌ناو نبرد، رزم‌ناو، ناوشکن، ناوچه و ناوچه سبک تقسیم می‌شوند.
- زیردریایی: به انواع گوناگون آن که بدون توجه به اینکه آیا برای مبارزه یا کمک یا تحقیق و توسعه طراحی شده باشند و تنها، قابلیت مبارزه را داشته باشند می‌گویند.
- گشت جنگی: کشتی‌های جنگی هستند که وظیفه گشت‌زنی آنها ممکن است فراتر از ساحل باشد. این کشتی‌ها باید توانایی انجام عملیات در آب‌های آزاد را به مدت ۴۸ ساعت بدون دریافت هیچ‌گونه پشتیبانی داشته باشند.
- کشتی عملیات آبی خاکی: توانایی انجام حمله‌های آبی خاکی را دارد و می‌تواند برای مدت طولانی در آب‌های آزاد به عملیات بپردازند.
- کشتی تدارکاتی نظامی: امکان پر کردن دوباره زرادخانه واحدهای رزمی را فراهم می‌آورد.
- مین دریایی: که کاربرد اصلی آن هدف قرار دادن واحدهای دریایی دشمن در آب‌های آزاد است.
- کشتی دفاع ساحلی: کشتی‌هایی که وظیفه آنها گشت ساحلی و پیشگیری از اقدامات غیرقانونی است.
- باربری نظامی: کشتی‌هایی که از پایگاه اصلی، دیگر واحدهای عملیاتی مستقر را مستقیماً پشتیبانی مادی می‌کنند.
- کشتی پشتیبانی: کشتی‌هایی مانند کشتی نفت‌کش برای انجام عملیات در بسیاری کشورهای جزیره‌ای در اقیانوس طراحی شده‌اند تا از تأسیسات نظامی ساحلی یا نیروهای نظامی، پشتیبانی جامع کنند. این پشتیبانی شامل خدمه کوچکتر که بنابر وظایفشان نیاز به ترک آب‌های سرزمینی دارند نیز می‌شود.
- کشتی نظامی خدماتی: (شامل انواع غیر خودرو) دنباله روی نیروی دریایی است که برای پشتیبانی جامع از تأسیسات نظامی ساحلی یا نیروهای نظامی طراحی شده است.

## اندازه

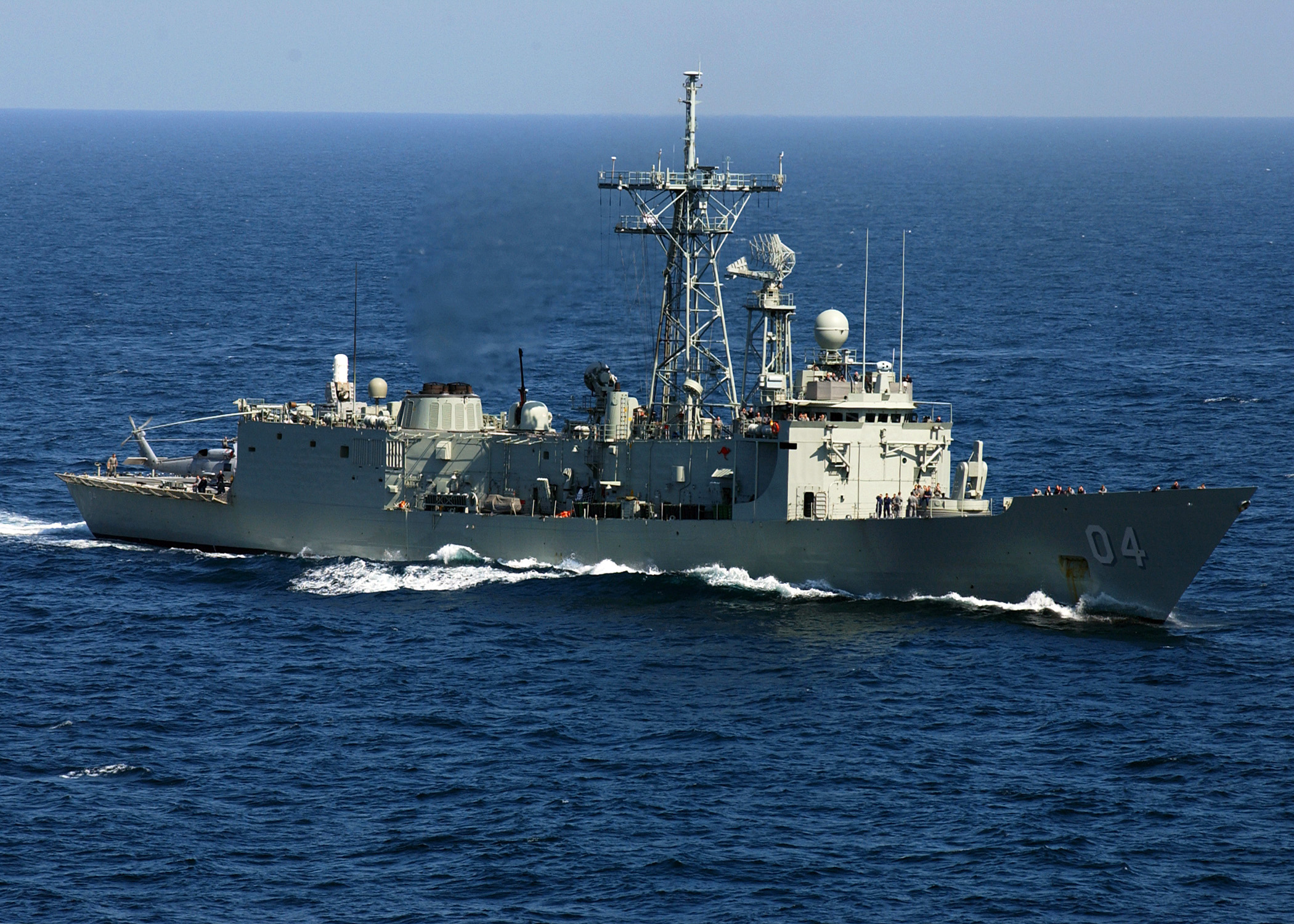
ناوچه اچ‌ام‌ای‌اس داروین (اف‌اف‌جی ۰۴) متعلق به نیروی دریایی سلطنتی استرالیا

به ترتیب وزن از سنگین‌ترین به سبک‌ترین، شناورهای مدرن نیروی دریایی معمولاً به گروه‌های زیر دسته‌بندی می‌شوند. بزرگترین کشتی‌ها در این فهرست «کشتی پایگاه» هستند:
- ناو هواپیمابر
- ناو بالگردبر
- کشتی تهاجم آبی‌خاکی
- نبردناو
- رزم‌ناو نبرد
- رزم‌ناو سنگین
- رزم‌ناو سبک
- ناوشکن
- ناوچه
- ناوچه سبک
- شناور گشتی
- شناور تندرو تهاجمی

ممکن است بعضی دسته‌های بالا بی‌استفاده به نظر بیایند زیرا در هیچ نیروی دریایی جای ندارند. همچنین بسیاری حالت‌های میانی بین دسته‌ها وجود دارد که کشتی‌ها بسته به نوع استفاده، تاریخچه و اختلاف در تفسیر تعریف هر دسته (توسط نیروی دریایی کشورهای متفاوت) در دسته متفاوتی قرار می‌گیرند.